# Rhipidia (Rhipidia) microsticta
Rhipidia (Rhipidia) microsticta is een tweevleugelige uit de familie steltmuggen (Limoniidae). De soort komt voor in het Neotropisch gebied.